# Aude Banasiak
Aude Banasiak, née le 8 octobre 1975 à Reims, est une footballeuse internationale française.

## Carrière
Banasiak commence sa carrière au sein de la section féminine du Stade de Reims. En 1994, elle est transférée au Saint-Memmie Olympique. Elle fait ses premiers pas en première division en 1995, lorsque le club est promu en Division 1.
Sélectionné pour le Championnat d'Europe 1997, elle joue son premier match sous le maillot national lors du dernier match de la phase de poule, contre la Suède, remplaçant Stéphanie Trognon. Elle joue son premier match comme titulaire quelques semaines plus tard, lors d'un match amical contre l'Irlande. Néanmoins, la descente de Saint-Memmie en deuxième division, au terme de la saison 1996-1997, met fin, en quelque sorte, à la carrière internationale de Banasiak.
Elle remporte le championnat de seconde division en 1998-1999 avec son club et intègre les rangs du Paris Saint-Germain en 2000. Elle remporte son second championnat de deuxième division lors de cette même saison.
Banasiak est aujourd'hui Professeur d'Éducation Physique et Sportive à la Cité Scolaire La Fontaine du Vé de Sézanne, dans la Marne[réf. nécessaire].

## Palmarès
- Championnat de France de football féminin D2 : 1998-1999 (avec Saint-Memmie) et 2000-2001 (avec le Paris SG)